# آریباش
آریباش (انگلیسی: Aribash) یک شهرک در شهرستان تاتیشلینسکی استان باشقیرستان کشور روسیه است.